# Hlohovice
Hlohovice é uma comuna checa localizada na região de Plzeň, distrito de Rokycany.